# يو هيو جين
يو هيو جين (25 أبريل 1983 في كوريا الجنوبية - ) هو لاعب كرة قدم كوري جنوبي في مركز الدفاع. شارك مع منتخب كوريا الجنوبية تحت 20 سنة لكرة القدم ومنتخب كوريا الجنوبية تحت 23 سنة لكرة القدم. أما مع النوادي، فقد لعب مع نادي بوسان أي بارك ونادي توشيغي ونادي سول ونادي غويانغ زايكرو وجوانجو سانجمو ‏.

## وصلات خارجية
- يو هيو جين على موقع الاتحاد الدولي (مؤرشف)  (الإنجليزية)
- يو هيو جين على موقع رابطة كرة القدم اليابانية للمحترفين (اليابانية)
- يو هيو جين على موقع دوري كوريا الجنوبية (الإنجليزية)
- يو هيو جين على موقع قاعدة بيانات كرة القدم.إي يو (الإنجليزية)